# 霍克島
68°38′S 77°51′E / 68.633°S 77.850°E
霍克島，是南極洲的島嶼，位於伊利沙伯女皇地，長約2公里，處於米爾島和穆勒半島之間的普里茲灣東部，根據挪威探險隊拍攝的空中照片繪入地圖，現時由南極條約體系管理。